# Jeanmar Gómez
Jeanmar Alejandro Gómez (Caracas, 10 de febrero de 1988) es un lanzador venezolano de béisbol profesional que actualmente juega con los Chicago White Sox de las Grandes Ligas, y jugó para Los Tiburones de La Guaira en la LVBP. Gómez jugó para los Cleveland Indians entre 2010 y 2012, los Pittsburgh Pirates entre 2013 y 2014, y los Philadelphia Phillies entre 2015 y 2017. Se desempeña principalmente como lanzador relevista.

## Carrera profesional

### Cleveland Indians
Gómez fue firmado por los Indios de Cleveland como un agente libre no seleccionado en el draft.
Desde 2006, jugó en las ligas menores con los Gulf Coast League Indians, Lake County Captains, Kinston Indians, Akron Aeros y Columbus Clippers.
El 21 de mayo de 2009, Gómez lanzó un juego perfecto de nueve entradas para Akron frente a los Trenton Thunder en el Waterfront Park. Fue el primer juego perfecto en la historia de los Aeros y el segundo juego perfecto de nueve entradas en la historia de la Eastern League, hazaña no lograda desde 1923.
El 18 de julio de 2010, Gómez fue llamado por los Indios desde los Columbus Clippers para debutar en Grandes Ligas frente a los Tigres de Detroit. Convirtiéndose en el Venezolano N° 255 en las Grandes Ligas. Lanzó siete entradas y permitió cinco hits y dos carreras sucias, mientras que ponchó a cuatro bateadores y otorgó un boleto.
El 14 de abril de 2012, Gómez fue expulsado de un juego luego de golpear al tercera base de los [Reales de Kansas City]], Mike Moustakas. Las bancas ya habían sido agitadas luego que el jardinero de los Indios Shin-Soo Choo fuera golpeado por un lanzamiento.
Gómez conectó su primer sencillo el 12 de junio de 2012 frente al lanzador Johnny Cueto de los Rojos de Cincinnati.

### Pittsburgh Pirates
El 2 de enero de 2013, Gómez fue designado para asignación por los Indios para darle un lugar en la plantilla a Russ Clanzer, quien fue reclamado de los Azulejos de Toronto. El 9 de enero fue transferido a los Piratas de Pittsburgh a cambio del jardinero Quincy Latimore. Fue designado para asignación el 25 de octubre de 2014, convirtiéndose en agente libre el 3 de noviembre.

### Philadelphia Phillies
El 12 de enero de 2015, Gómez firmó un contrato de ligas menores con los Filis de Filadelfia. Trabajó exclusivamente como relevista en la temporada 2015, lanzando en 65 juegos y registrando efectividad de 3.01 con una relación de ponches y bases por bolas de 3:1, la mejor de su carrera.
Luego que el cerrador Ken Giles fuera transferido a los Astros de Houston, los Filis iniciaron la temporada 2016 sin un cerrador establecido, por lo que Gómez audicionó para el puesto y para inicios de mayo registraba nueve salvamentos en diez oportunidades con 2.70 de efectividad.
Para el 2017, el mánager de los Phillies, Pete Mackanin, sacó del puesto de cerrador al venezolano Jeanmar Gómez y expresó que el dominicano Joaquín Benoit asumiría dicha responsabilidad. Gómez permitió dos jonrones en sus primeras tres presentaciones de la temporada. Por poco malogra una oportunidad de salvamento en el Día Inaugural y sí dejó escapar una el domingo ante los Nacionales de Washington. El derecho también había perdido el puesto en la recta final del 2016. Luego de registrar efecividad de 7.25 y permitir siete jonrones en apenas 22 entradas lanzadas, el 20 de junio fue puesto en asignación por los Filis, y dejado en libertad tres días después.

### Milwaukee Brewers
El 15 de julio de 2017, Gómez fue firmado por los Cerveceros de Milwaukee a un contrato de ligas menores. Sin embargo, anuló el contrato el 7 de agosto.

### Seattle Mariners
El 12 de agosto de 2017, Gómez firmó con los Marineros de Seattle, pero fue liberado el 30 de agosto.

### Chicago White Sox
El 31 de enero de 2018, Gómez firmó un contrato de ligas menores con los Medias Blancas de Chicago.

## Estilo de lanzar
Gómez es un lanzador de sinker (89-92 millas por hora), aunque posee varios lanzamientos secundarios, entre los cuales están una recta de cuatro costuras (89-93 mph), un slider (82-88 mph) y un cambio de velocidad (80-85 mph). Frente a bateadores derechos, añade un cutter entre los primeros lanzamientos y una curva cuando lleva dos strikes. Frente a zurdos, reemplaza el slider con el cambio.
Como muchos lanzadores de sinker, la clave de Gómez es otorgar muchos rodados en vez de ponches. Para mayo de 2012, su promedio de ponches por cada nueve entradas lanzadas era de sólo cinco, pero más de la mitad de sus sinkersconectados son rodados.